# Boutefeu (contre-torpilleur)
Pour les articles homonymes, voir Boutefeu.
Le Boutefeu est l’un des douze contre-torpilleurs de classe Bouclier construits pour la marine française dans la première décennie du XXe siècle.

## Conception
La classe Bouclier a été conçue selon une spécification très générale et les navires différaient considérablement les uns des autres. Les navires avaient une longueur de 74 à 78,3 mètres, une largeur de 7,6 à 8 mètres et un tirant d'eau de 2,9 à 3,1 mètres. Conçus pour déplacer 800 tonnes métriques, ils avaient un déplacement de 692 tonnes à charge normale. Leur équipage comptait entre 80 et 83 hommes.
Le Boutefeu était propulsé par une paire de turbines à vapeur Zoelly, chacune entraînant un arbre d'hélice utilisant de la vapeur fournie par quatre chaudières à tubes d'eau. Les moteurs ont été conçus pour produire 13000 chevaux (9700 kW), générant une vitesse de 30 nœuds (56 km/h). Le Boutefeu a dépassé cette vitesse, atteignant 31,4 nœuds (58,2 km/h) lors de ses essais en mer. Les navires transportaient suffisamment de mazout pour une autonomie de 1200 à 1600 milles marins (2200 à 3000 km) à une vitesse de croisière de 12 à 14 nœuds (22 à 26 km/h).
L’armement principal des navires de la classe Bouclier se composait de deux canons de 100 millimètres modèle 1893 dans des affûts simples, un à l’avant et un à l’arrière des superstructures, et de quatre canons de 65 millimètres modèle 1902 répartis au milieu du navire. Ils étaient également équipés de deux affûts jumeaux pour des tubes lance-torpilles de 450 millimètres au milieu du navire.
Pendant la Première Guerre mondiale, un canon antiaérien de 45 millimètres ou 75 millimètres, deux mitrailleuses de 8 millimètres et huit ou dix grenades anti-sous-marines de type Guiraud ont été ajoutés aux navires. La surcharge a réduit leur vitesse à environ 26 nœuds (48 km/h).

## Carrière
Commandé à Dyle et Bacalan, le Boutefeu est lancé le 2 mai 1911 depuis le chantier naval de Bordeaux. Le navire a été achevé plus tard cette année-là. Au cours des phases préliminaires de la bataille d'Antivari, au Monténégro, le 16 août, les 1re, 4e et 5e flottilles de contre-torpilleurs sont chargées d’escorter le gros de la 1re armée navale tandis que les 2e, 3e et 6e flottilles escortent les croiseurs cuirassés de la 2e escadre légère et deux croiseurs britanniques. Après avoir réuni les deux groupes et repéré le croiseur protégé austro-hongrois SMS Zenta et le destroyer SMS Ulan, les contre-torpilleurs français n’ont joué aucun rôle dans le naufrage du croiseur, bien que la 4e flottille ait été envoyée dans une poursuite infructueuse du Ulan. Après avoir brisé le blocus austro-hongrois d’Antivari (aujourd’hui Bar), le vice-amiral Augustin Boué de Lapeyrère, commandant de la 1re armée navale, décide d’acheminer troupes et ravitaillement vers le port à l’aide d’un petit paquebot réquisitionné, le SS Liamone, escorté par la 2e escadre légère, renforcée par le croiseur cuirassé Ernest Renan, et escorté par le contre-torpilleur Bouclier avec les 1re et 6e flottilles de contre-torpilleurs sous son commandement tandis que le reste de la 1re armée navale bombarde le 1er septembre la base navale austro-hongroise de Cattaro, au Monténégro. Quatre jours plus tard, la flotte assure l’évacuation de Danilo, prince héritier du Monténégro, à bord du Bouclier, vers l’île grecque de Corfou. La flottille escorte plusieurs petits convois chargés de ravitaillement et d’équipement jusqu’à Antivari, à partir d’octobre et jusqu’à la fin de l’année, toujours couverts par les plus gros navires de l’armée navale dans des tentatives futiles d’attirer la flotte austro-hongroise dans la bataille. Pour ces missions, les 1re et 6e flottilles sont dirigées par le contre-torpilleur français Dehorter alors qu’elles effectuent un raid au sud de Cattaro dans la nuit du 10 au 11 novembre à la recherche infructueuse de destroyers austro-hongrois.
Le torpillage du cuirassé français Jean Bart le 21 décembre provoqua un changement dans la tactique française, car les cuirassés étaient trop importants pour être exposés à une attaque sous-marine. Désormais, seuls les contre-torpilleurs escorteront les transports. Le 9 juin, alors qu’il revenait d’une attaque contre une base sous-marine austro-hongroise présumée dans le golfe de Drin, menée par un groupe mixte de croiseurs et de destroyers italiens, britanniques et français, le croiseur léger britannique HMS Dublin est torpillé par le sous-marin U-4 malgré une escorte rapprochée de six destroyers, dont le Boutefeu et le Bisson. Après la signature par l’Italie du pacte de Londres et sa déclaration de guerre à l’Empire austro-hongrois le 23 mai 1915, Boué de Lapeyrère réorganise ses forces à la fin du mois de juin pour couvrir les approches de l’Adriatique et en interdire l’accès à la marine marchande des puissances centrales, car la Marine royale italienne (Regia Marina) a désormais la responsabilité principale de l’Adriatique elle-même. Sa zone de responsabilité s’étendait de la Sardaigne à la Crète et il la divisa en deux zones, la 1ère escadre légère étant affectée à la zone ouest et la 2e escadre légère à l’est. Les contre-torpilleurs de la 1re armée navale qui n’étaient pas affectés en renfort des Italiens furent transférés à la flottille d’armée navale nouvellement formée. Les 1re et 3e flottilles de contre-torpilleurs sont affectées à la 2e flottille de l’armée navale, dont le Dehorter est le navire amiral, chargée de soutenir les croiseurs de la 2e division légère.
Le 15 mai 1917, pendant la bataille du détroit d'Otrante, le Boutefeu (qui vient d’être réparé d’une avarie sur le gouvernail) est à couple d’un navire anglais, le Liverpool quand il reçoit à 10h38 le SOS du HMS Dartmouth touché par une torpille d’un sous-marin Allemand UC-25.
Le Boutefeu reçoit alors l’autorisation de l’Amiral Thaon de Revel d’appareiller en compagnie de deux autres torpilleurs italiens, l’Ardea et le Palade. L’appareillage à lieu à 14h30 et le Boutefeu prend rapidement de la vitesse pour atteindre 22 noeuds, plus lent que les 2 navires italiens. A la sortie du chenal sécurisé du port de Brindisi, pour s’éloigner de deux navires démineurs en action, le bateau vire à tribord et, au niveau de la salle des machines à bâbord, heurte une mine posée plus tôt dans la journée par le sous-marin UC-25 de la marine impériale allemande juste à l’extérieur du port de Brindisi,. Le contre-torpilleur se brise en deux arrachant la poupe qui se redressa avant de sombrer et a coulé en moins de deux minutes, avec de lourdes pertes en vies humaines. En coulant, le Boutefeu avait condamné l’entrée du port.
11 marins furent tués et 17 blessés. Les 73 rescapés furent repéchés par les torpilleurs italiens avant d’être rapatriés en France le 23 mai. S’ensuivi en septembre un conseil de guerre maritime lors duquel le lieutenant de corvette Félix François Eugène Chauvin (1874-1941), commandant le Boutefeu, fut acquitté avec félicitations. Les marins reçurent une citation collective à l’ordre de l’armée à la suite de ce naufrage, dont leur cuisinier, le matelot Jean Jandot (1891-1965).